# Mitchell Glacier
Mitchell Glacier är en glaciär i Antarktis. Den ligger i Östantarktis. Nya Zeeland gör anspråk på området. Mitchell Glacier ligger 1 244 meter över havet.
Terrängen runt Mitchell Glacier är varierad. Trakten är obefolkad. Det finns inga samhällen i närheten. 